# Шёнвальде-Глин
Шёнвальде-Глин (нем. Schönwalde-Glien) — община в Германии, в земле Бранденбург, в региональным парке «Кремер Форст» (Кременьский Лес).
Входит в состав района Хафельланд.  Занимает площадь 96,56 км².
Коммуна подразделяется на 7 сельских округов.

## Население
| Год  | Население |
| ---- | --------- |
| 1990 | 5 423     |
| 1995 | 5 463     |
| 2000 | 7 286     |
| 2005 | 8 487     |
| 2010 | 8 931     |
| 2015 | 9 351     |
| 2020 | 10 017    |

## Фотографии

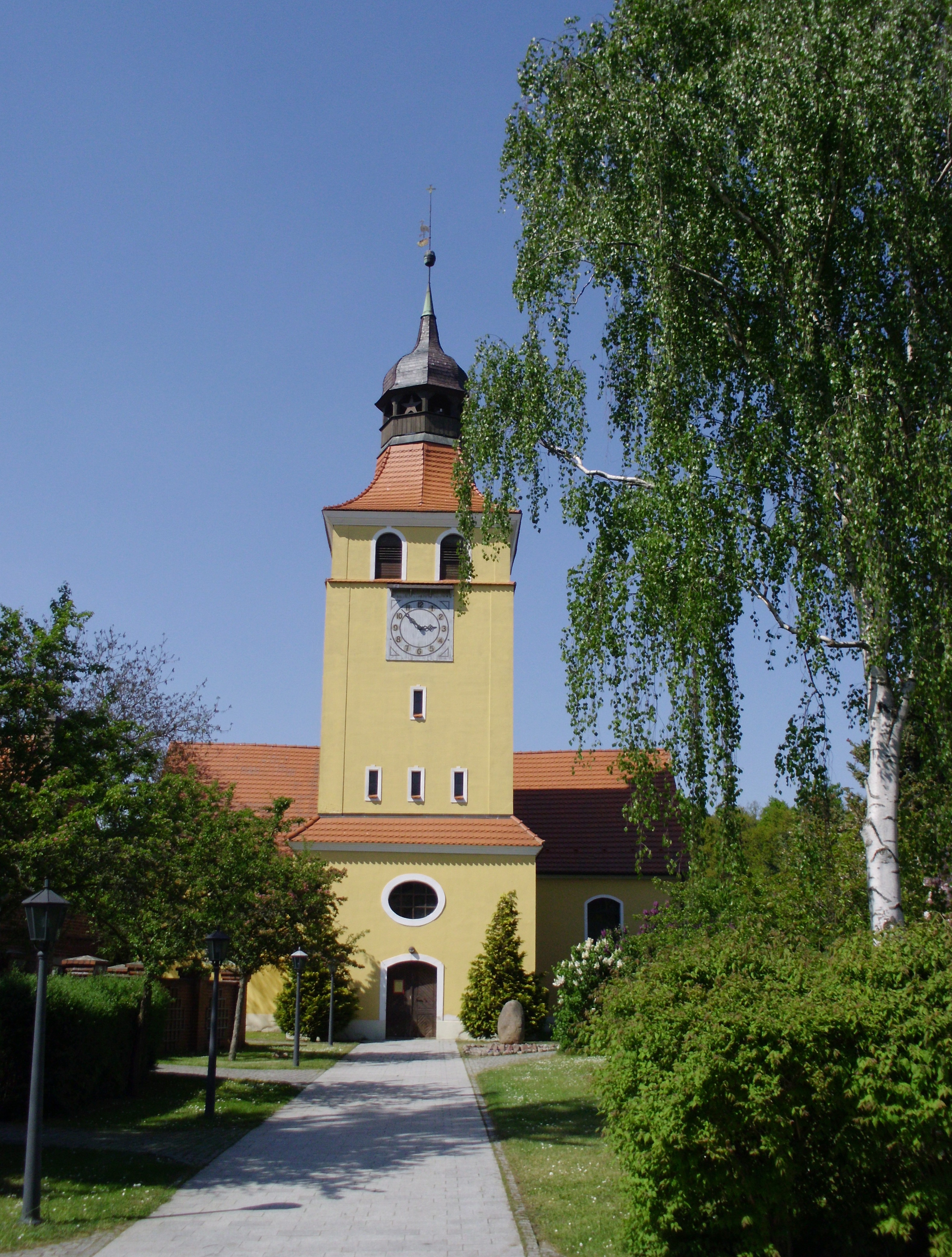
Kirche in Grünefeld
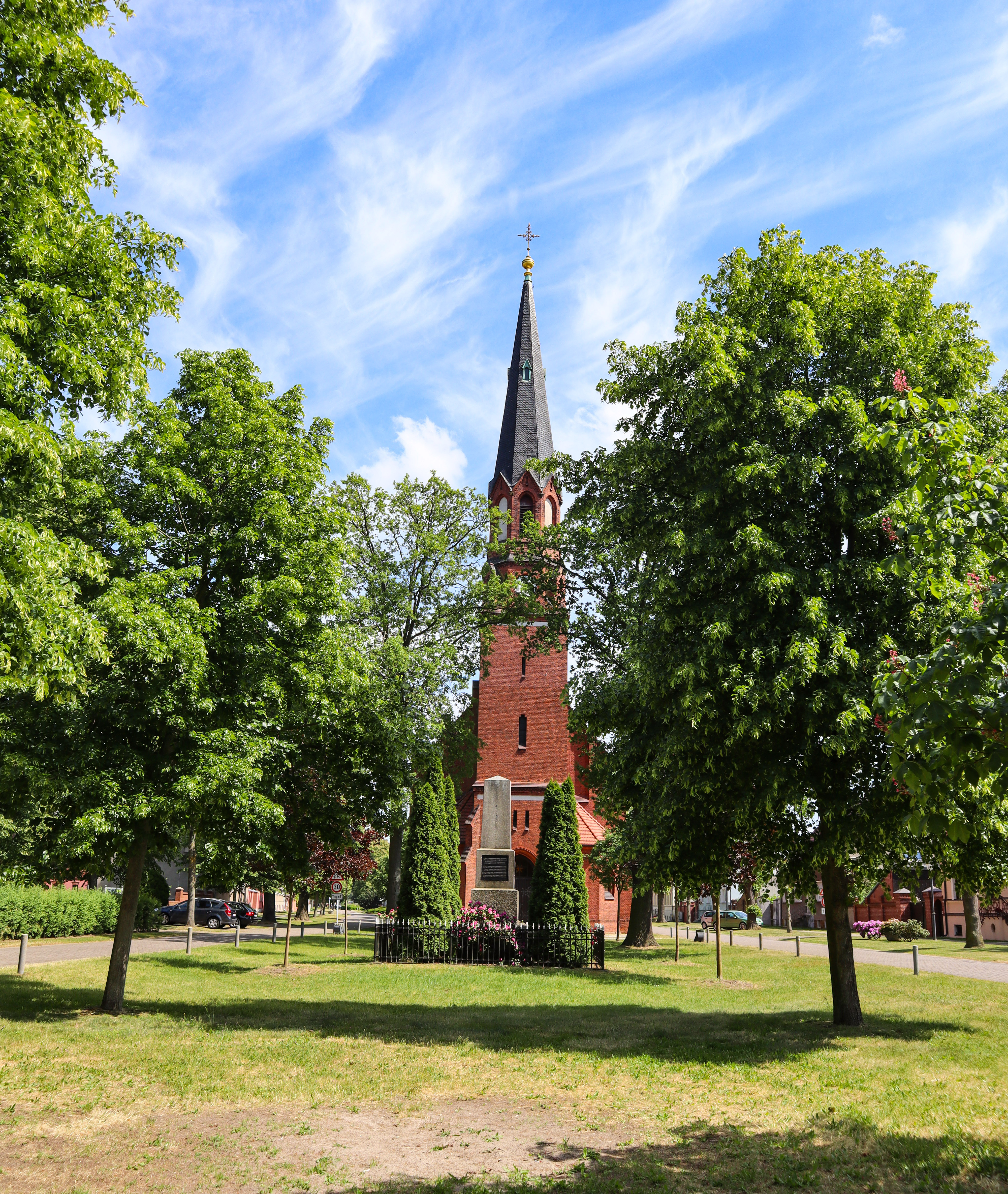
Dorfkirche Paaren im Glien
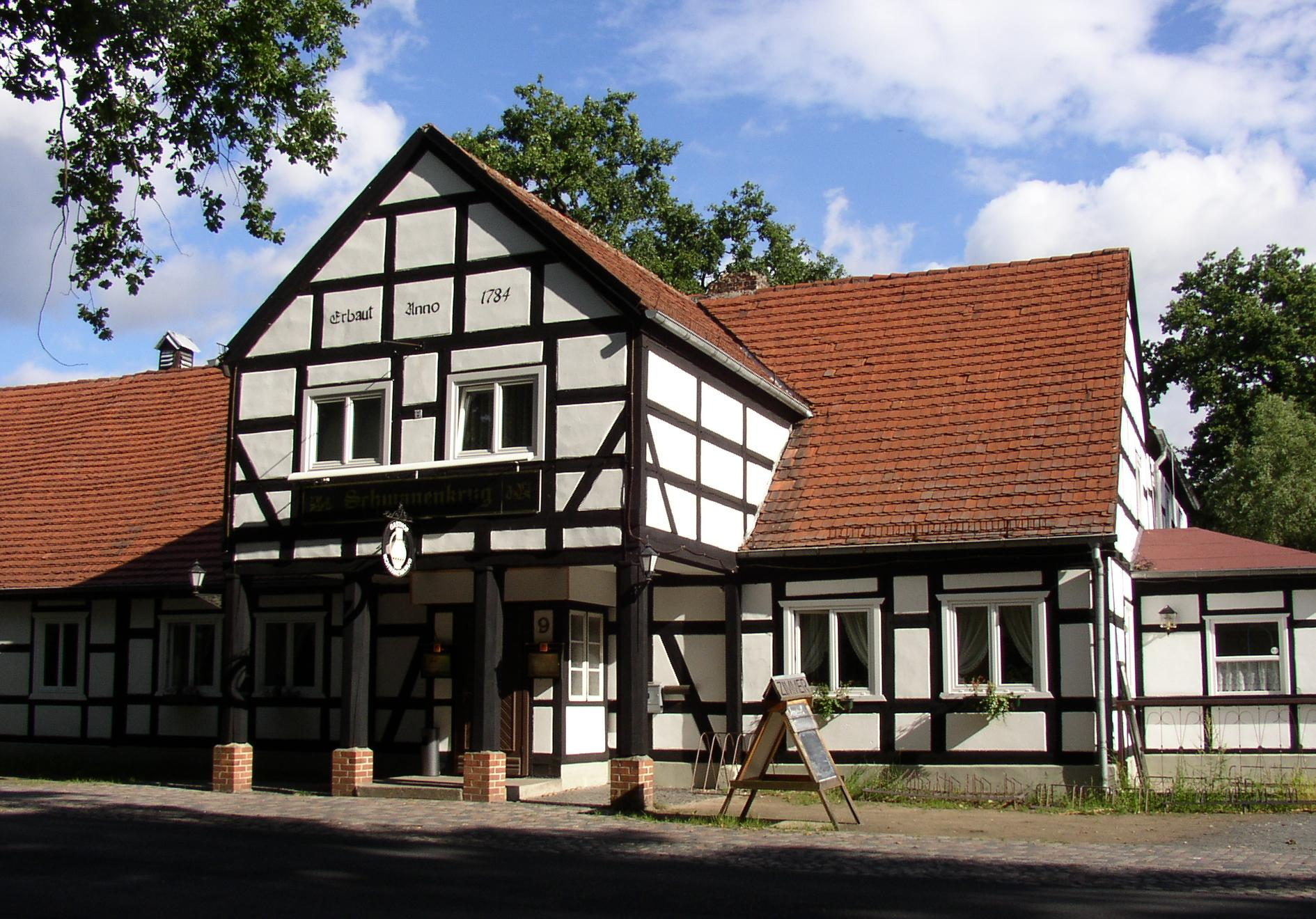
Vorlaubenhaus „Schwanenkrug“ in Schönwalde-Siedlung
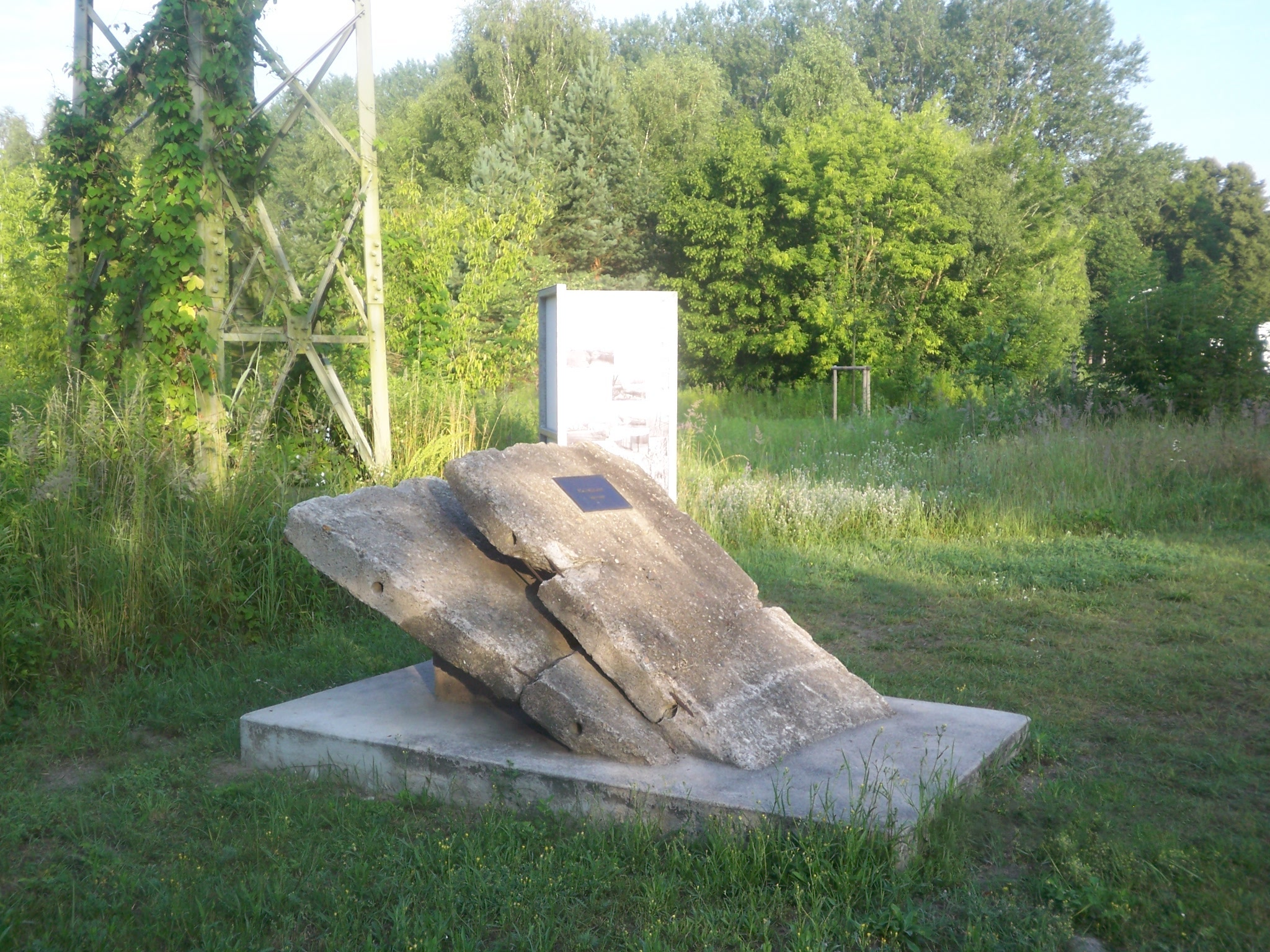
Mauerdenkmal an der Grenze zu Berlin-Spandau

Гербы

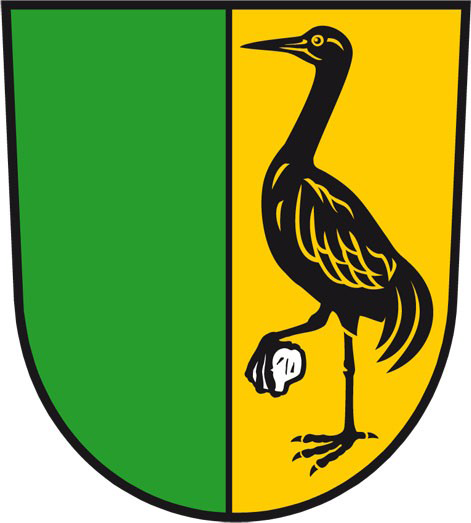
Грюнефельд
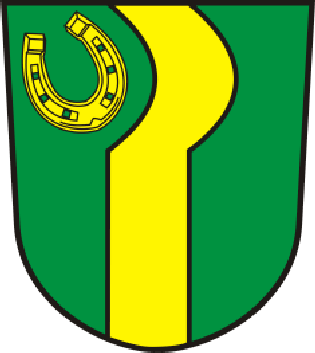
Паарен им Глин
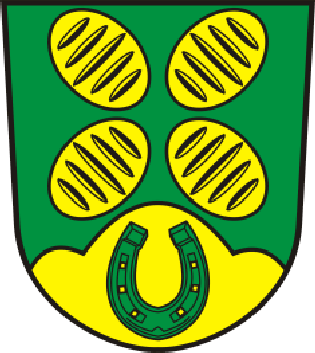
Паузин
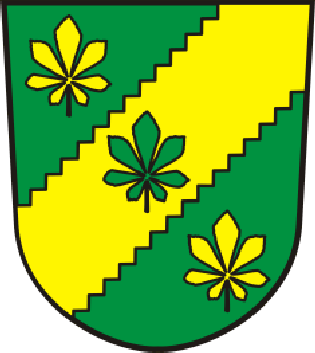
Первенитц
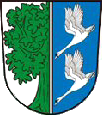
Шёнвальде-Дорф и Шёнвальде-Зидлунг
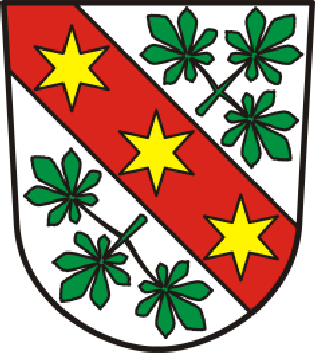
Вансдорф